# Euploea phaenareta
Euploea phaenareta is een vlinder uit de familie Nymphalidae, onderfamilie Danainae.
De wetenschappelijke naam van de soort is voor het eerst geldig gepubliceerd in 1785 door Johann Gottlieb Schaller.